# 小串駅
小串駅（こぐしえき）は、山口県下関市豊浦町大字小串字石堂にある、西日本旅客鉄道（JR西日本）山陰本線の駅である。

## 歴史
- 1914年（大正3年）4月22日：長州鉄道北側の終着駅として開設[1]。客貨取扱開始[2]。
- 1925年（大正14年）
  - 6月1日：長州鉄道線幡生以北国有化、鉄道省小串線の駅となる。但し一車積特種扱貨物・貸切扱貨物は線内の貨物取扱駅間のみ取扱い[3]。
  - 8月5日：同日より小串線外各駅相互間との一車積特種扱貨物・貸切扱貨物取扱[4]。
  - 8月16日：小串線当駅 - 滝部駅間延伸、途中駅となる[5]。
- 1933年（昭和8年）2月24日：小串線が山陰本線に編入、同線所属に変更[6]。
- 1947年（昭和22年）12月2日：昭和天皇の戦後巡幸。国立山口病院に行幸する昭和天皇が乗車したお召し列車が発着[7]。
- 1963年（昭和38年）2月1日：貨物取扱廃止[2]。
- 1984年（昭和59年）2月1日：荷物扱い廃止[2]。
- 1987年（昭和62年）4月1日：国鉄分割民営化に伴い、JR西日本の駅となる[2]。
- 2021年（令和3年）
  - 5月31日：きっぷうりば営業終了[8]。
  - 6月1日：終日無人駅化[8]。
- 2023年（令和5年）
  - 7月1日：大雨の影響で長門粟野駅 - 阿川駅間の粟野川橋梁が傾斜する[9]等の被害を受けたため、長門市駅 - 当駅間で不通となる[10]。
  - 7月4日：不通区間で代行バス運行開始[11]。
- 2024年（令和6年）
  - 6月22日：滝部駅 - 当駅間で運転再開[12]。

## 駅構造
単式・島式ホーム複合型2面3線を有する列車交換や折返し可能な地上駅。マンサード屋根の木造駅舎は単式1番のりば側にあり、島式2・3番のりばへは下関寄りにある跨線橋で連絡している。なお、下関方面・長門市方面双方からの折返し列車は主に島式ホームに発着し、相互の乗換の利便性を図っている。無人駅。

### のりば
| のりば  | 路線      | 方向 | 行先             |
| ------- | --------- | ---- | ---------------- |
| 1・3    | ■山陰本線 | 上り | 滝部・長門市方面 |
| 1・2・3 | ■山陰本線 | 下り | 安岡・下関方面   |

付記事項
- 上り本線である1番のりばは両方向からの進入・発車に対応している。下り本線である2番のりばは両方向からの進入に対応しているが、発車は下関方面のみ対応している。下り副本線である3番のりばは両方向からの進入と発車が可能。
- 下関方面からの普通列車は当駅で折返し運転（朝夕を中心に3・4両編成となる列車もある）となる場合が多いため、当駅 - 長門市駅間は運転本数が少なくなり、日中は概ね2時間程度の間隔となる。設備保守工事による運休が行われた場合、日中の列車は全てこの駅で折返す（当駅 - 長門市駅間はバス代行）。下関駅 - 滝部駅・長門市駅間を行き来する場合、当駅で乗換となることもある。
- 夜間滞泊設定駅である。

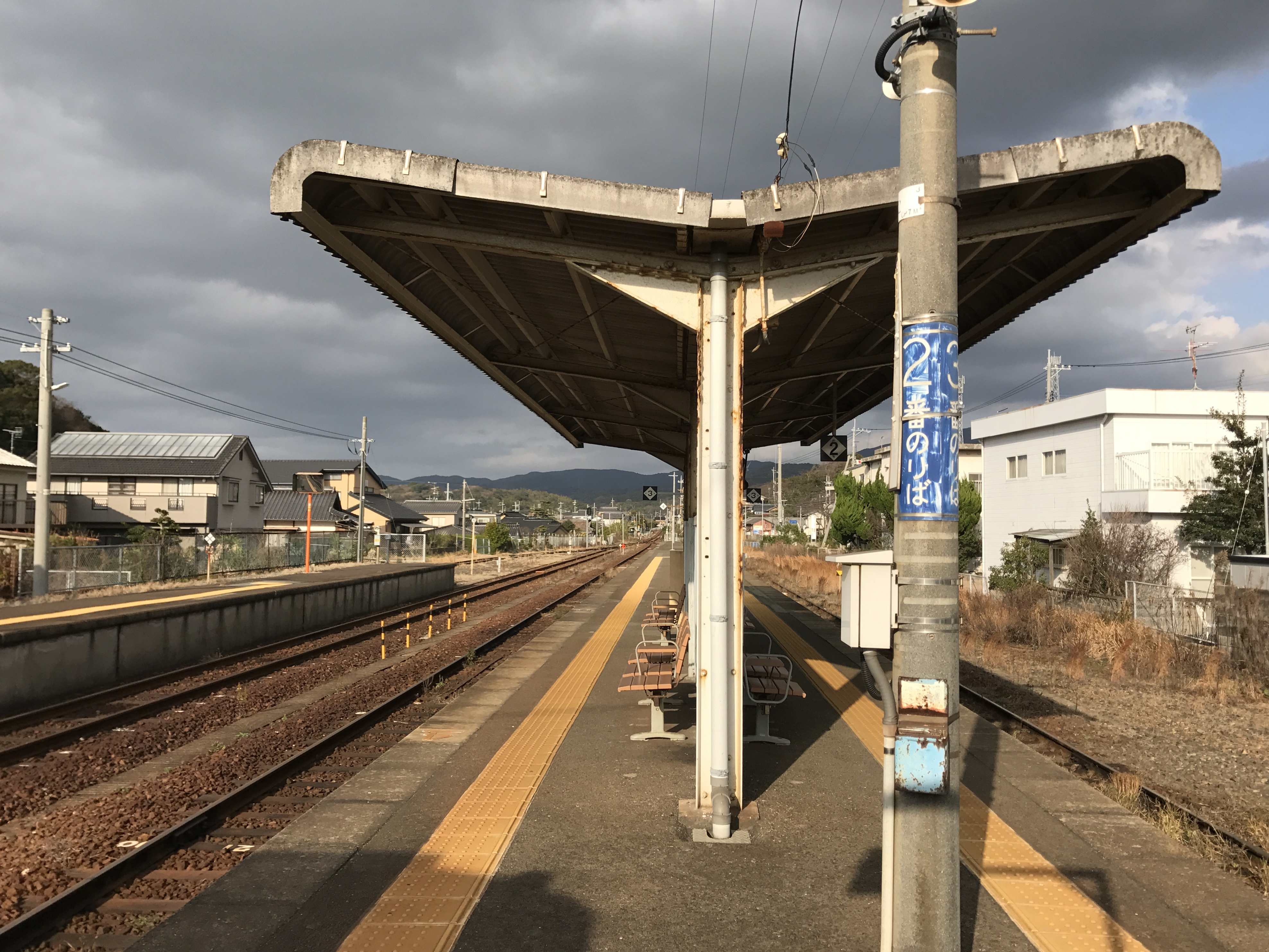
ホーム（2017年1月）
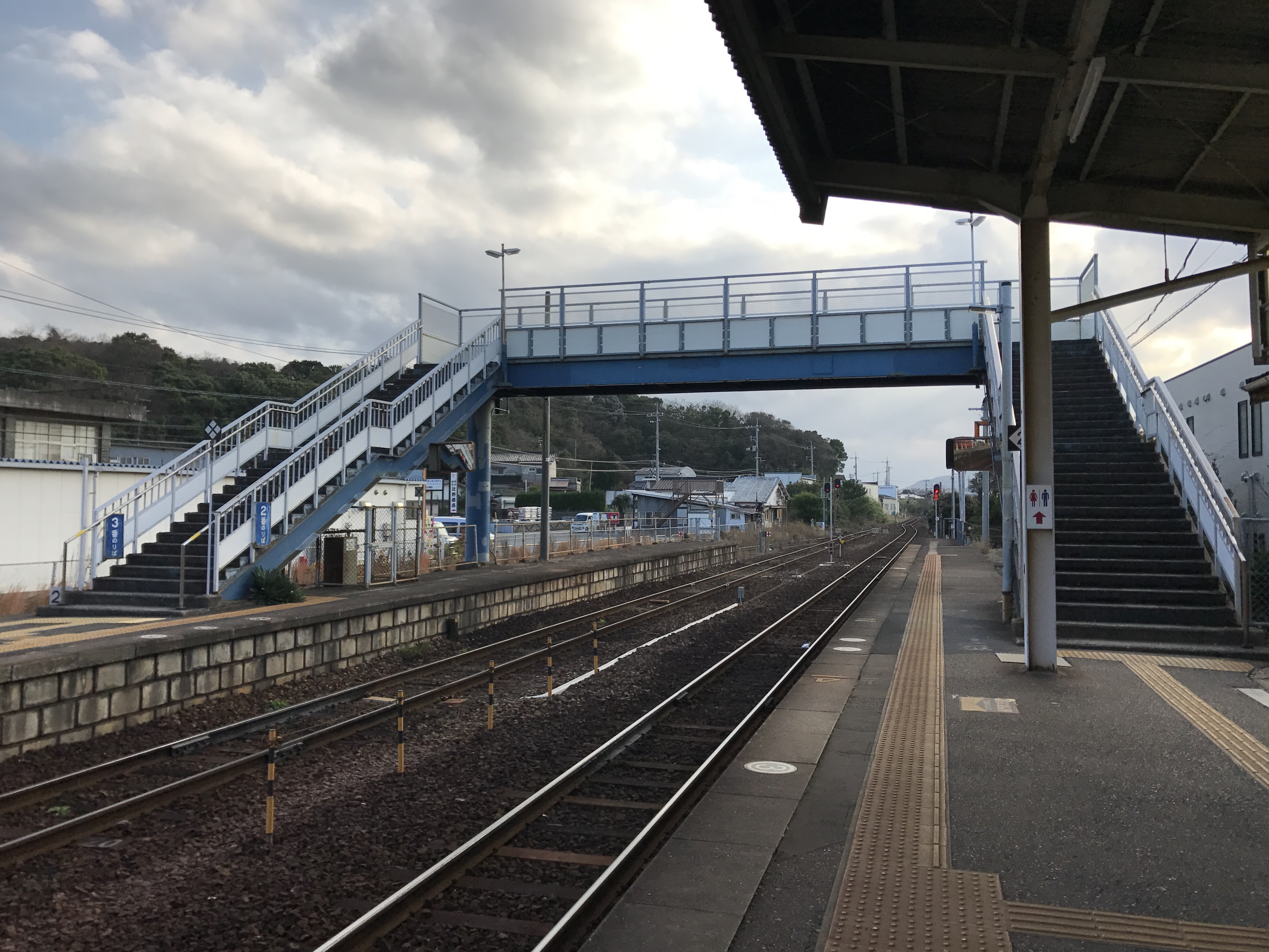
跨線橋（2017年1月）

## 利用状況
近年の1日平均乗車人員の推移は以下の通り。2023年の1日当たりの利用者数は432人、年間利用客数は7万8906人である。
なお2023年6月30日の大雨により、2024年6月22日まで運休状態であった。
| 乗車人員推移 | 乗車人員推移 |
| 年度         | 1日平均人数  |
| ------------ | ------------ |
| 1999         | 679          |
| 2000         | 665          |
| 2001         | 630          |
| 2002         | 604          |
| 2003         | 581          |
| 2004         | 552          |
| 2005         | 506          |
| 2006         | 470          |
| 2007         | 451          |
| 2008         | 440          |
| 2009         | 445          |
| 2010         | 457          |
| 2011         | 454          |
| 2012         | 422          |
| 2013         | 442          |
| 2014         | 416          |
| 2015         | 452          |
| 2016         | 430          |
| 2017         | 415          |
| 2018         | 335          |
| 2019         | 279          |
| 2020         | 187          |
| 2021         | 192          |
| 2022         | 200          |
| 2023         | 216          |

## 駅周辺
駅周辺は住宅地が多い。また旧豊浦町の町役場以外の行政機関が小串に集中しており、警察署・保健所・病院・高校などの施設も多い。旧豊浦町役場（現・豊浦総合支所）や豊浦図書館は川棚温泉駅付近にある。
国道191号が駅裏を通過しており（バス停も駅裏の国道沿いにある）、駅前からは山口県道263号小串停車場線を通じてアクセスしている。
公共施設
- 下関市役所小串支所
- 豊浦郵便局
- 小串警察署
- 山口県済生会豊浦病院

教育機関
- 山口県立豊浦総合支援学校
- 下関市立夢が丘中学校（豊浦中と宇賀中が統合され平成17年に開学）
- 下関市立小串小学校

観光・娯楽施設
- 夢ヶ丘運動公園
- 小串海水浴場

など

### バス路線
- ブルーライン交通：駅裏手国道191号上に「小串駅」バス停がある。
  - 福徳稲荷・湯玉駅・大河内温泉・横道・浜井場・宇賀本郷・土井ヶ浜・特牛港・肥中方面
  - 豊浦総合支援学校・豊浦病院・川棚駅・川棚温泉方面

## 隣の駅
西日本旅客鉄道（JR西日本）
■山陰本線
湯玉駅 - 小串駅 - 川棚温泉駅